# Red Nugget
Ein Red Nugget ist eine kompakte Galaxie mit einem Radius von weniger als einem Kiloparsec, einer Masse von bis zu {\displaystyle 3\cdot 10^{16}} Sonnenmassen und einer alten inaktiven Sternpopulation mit einem Alter von mehr als 500 Millionen Jahren. Es handelt sich um die Nachfolger der ersten massiven Galaxien im frühen Universum. Die Bezeichnung Red Nugget bezieht sich auf die unregelmäßige Form dieser Galaxienart und ihre rote Farbe ist eine Folge der erloschenen Sternentstehung. Die Red Nuggets werden bei Rotverschiebungen zwischen 3 und 0,7 z gefunden.

## Entstehung und Entwicklung
Massive Galaxien entwickeln sich nach einem zweistufigen Szenario zunächst durch einen schnellen Gaseinfall zu einem kompakten Kern von {\displaystyle 10^{11}} Sonnenmassen und erscheint zunächst als ein Blue Nugget. Die weitere Entwicklung wird durch den Kannibalismus von kleineren Begleitern gesteuert. Wenn die Begleiter gasarm sind kommt die Sternentstehung zum Erliegen und die Galaxie entwickelt sich zu einem Red Nugget. Setzt sich diese Entwicklung fort wird erhöht sich die Masse und der Radius der Galaxie weiter und erscheint als eine frühe elliptische Riesengalaxie.